# فرد غروين
فرد غروين (بالإنجليزية: Fred Gruen)‏ هو اقتصادي أسترالي، ولد في 14 يونيو 1921، وتوفي في 29 أكتوبر 1997 بسبب سرطان المثانة.